# Azek
 (juin 2020).

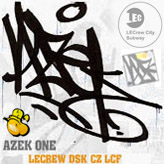

Azek (AZEK one, azekone, asek) est un artiste graffeur français né en 1979 à Toulouse, où il vit et travaille. Il est cofondateur du LEC crew avec Kaise en 1995 à Colomiers, banlieue ouest toulousaine.

## Biographie
Azek est né en 1979 à Toulouse. Il commence par le tag (graffiti) en 1994. Imprégné par la culture hip-hop et graffiti old-school toulousaine, parisienne ainsi que new-yorkaise (Paris Tonkar, Spraycan Art), il réalise sa 1re pièce en couleurs au début de l'année 1995. Il intervient depuis sur l’environnement urbain, dans un style influencé par le courant New-Yorkais historique.
Il fonde cette même année le crew LEC (LECREW) avec son partenaire Kaise. Azek utilise une grande variété de couleurs, techniques en style graffiti sur les murs de Toulouse et aux alentours sur lesquels il peignent des fresques, pièces, throw-ups...
Entre 1997 et 2001, avec son groupe LEC il, investit, légalement et illégalement, de très nombreux murs sur la commune de Colomiers, notamment un parking à étages en activité en plein centre ville. Ce sera une vitrine du graffiti ouest toulousain durant cette période.
Il devient également membre des crews LCF (Le Cerle Fermé) et DSK (Da South Kingz) (Toulouse, Paris...) par la suite dans les années 2000. Il créa le crew LA (Letters Addictz) avec Stus en 2006 (Groupe dissous en 2010). En 2012, il est appelé à devenir ambassadeur Français du groupe international ASK (All Star Kingz) d'origine New-Yorkaise puis il intègre le fameux groupe parisien et international VMD en 2016.
Reconnu pour la qualité de son style affuté et "wild-style", il participe à plusieurs festivals d'art urbains internationaux depuis les années 2000, street art, meetings et autres performances à travers toute la France et en Europe. Par la suite, il se rend aux États-Unis et au Canada où il a réalisé plusieurs collaborations avec des artistes talentueux (à New York, Boston, Montréal notamment),.
Ses réalisations sont régulièrement publiées dans la presse spécialisée ainsi que dans des ouvrages consacrés au graffiti,.
Son "Throw-up" ou "Flop", réalisé dans de nombreuses grandes villes, est devenu au fil des années reconnaissable grâce à son interprétation de la lettre "A" originale et très spécifique. Il travaille aussi particulièrement à son tag, signature, qui est également très important dans son œuvre.
Son œuvre se décline également sur toiles et différents supports dans un courant artistique urbain contemporain ; Inspiré par des fondamentaux d'artistes précurseurs comme Futura 2000 ou Dondi White. Un travail de peintures précis sur les dégradés, traits, couleurs et lumières sur formes déstructurées. Lettrages stylisés et calligraphies s'entrechoquent entre drippings, pointillismes et volumes de compositions. Certaines de ses œuvres sont préparées en extérieur, rue et voie ferrées, en conditions réelles afin d’être ensuite affinées en atelier. Ses techniques et concepts originaux témoignent de l'évolution de son travail de recherche en peinture artistique, graffiti post-moderne et maîtrise de l’aérosol art. Univers dans lesquels il intervient toujours assidûment et professionnellement. Il optimise ses œuvres grâce à son perfectionnisme dans la peinture de graffitis variés sur trains et métros miniatures. Cela apporte une approche plus technique dans son travail sur toiles et divers supports. Toujours en activité (murs, toiles, divers supports...) il participe également à diverses expositions et ventes aux enchères "graffiti street-art" appréciées par les amateurs et collectionneurs privés d'arts variés, urbains et contemporains.
Il collabore avec la marque hip-hop Américaine Tribal Streetwear de San Diego (Californie), en réalisant un visuel dans son style pour la collection 2011.

## Expositions
- 2000 : Espace des arts à Colomiers
- 2002 : C.A.J Expo Photos à Colomiers
- 2006 : "Back to classics" à Toulouse
- 2010 : "Musée à ciel ouvert" Gallizia / "Paris tout p'tits" à Paris
- 2011 : "Graffiti Street Art" Artcurial Toulouse
- 2014 : "Vins et Toiles" Razel-Bec & Fayat Toulouse
- 2016 : "Team Gliss" Cabinet Rivet-Vigreux Toulouse
- 2016 : "Rose Béton / Epoxy" Musée des Abattoirs Toulouse
- 2016 : "Promenades dessinées" Festival B.D Colomiers
- 2017 : "Joli mois de l'Europe" Hôtel du département Toulouse
- 2017 : "Primus Tempus" Villa Tropézienne Toulouse
- 2017 : "Highteckway-Solucea" Espace Polaris Toulouse
- 2017 : "Connecting Lines" Creative Debuts Londres U.K
- 2017 : "Tiny Giants #3" Los Angeles USA
- 2017 : "Expo Mister Freeze" Espace Cobalt Toulouse
- 2018 : "Univers" Conseil départemental de la Haute-Garonne, Direction des Arts Vivants et Visuels Toulouse

## Ventes et enchères
- 2009 : Massol par Grizot à Paris
- 2010 : Massol par Grizot à Paris
- 2010 : Artcurial - "Tag & Graffiti" à Paris
- 2011 : Artcurial - "Street Art" à Toulouse, France
- 2013 : Pierre Bergé & Associés - "Art moderne et contemporain" à Paris
- 2017 : Galartis - "Art urbain" à Lausanne en Suisse

## Festivals, meetings et performances
- 1998 : Émergences Hip-Hop à Colomiers en France
- 2004 : Jam Aeroson à Castres en France
- 2004 : Meeting Of Styles à Winterthour en Suisse
- 2005 : Festival arts urbains à Aurillac en France
- 2005 : Urban Dream à Charleroi en Belgique
- 2005 : Festival urbain à Chalon-sur-Saône en France
- 2005 : Meeting Of Styles à Lyon en France
- 2008 : Jam Cultures urbaines Tournefeuille en France
- 2010 : Meeting Of Styles à Zurich en Suisse
- 2012 : Meeting Of Styles France à Perpignan
- 2012 : Open Summer Jam à Toulouse en France
- 2014 : Festival de la bande dessinée de Colomiers en France
- 2014 : Festival Nothing2Looz à Colomiers en France
- 2015 : Open Summer Jam à Toulouse en France
- 2015 : Festival Nothing2Looz "Graffiti Jam" à Colomiers en France
- 2016 : Udan Jam à Anglet en France
- 2016 : Festival de la bande dessinée de Colomiers en France
- 2016 : Udan Jam à Anglet en France
- 2016 : Festival Rose Beton / Epoxy à Toulouse en France
- 2017 : Graffiti Jam 2 à Tonneins en France
- 2017 : 4560 Graffiti Meeting à Sarrebruck en Allemagne

## Galerie

Toulouse, 2006
AZEK "Wild style" Toulouse, 2006
Toulouse, 2008
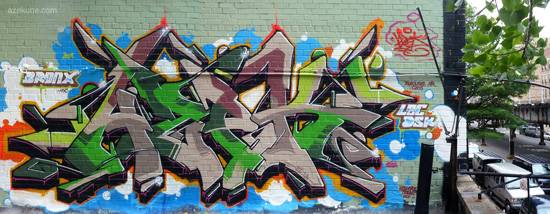
New York, 2009
Toulouse, 2010
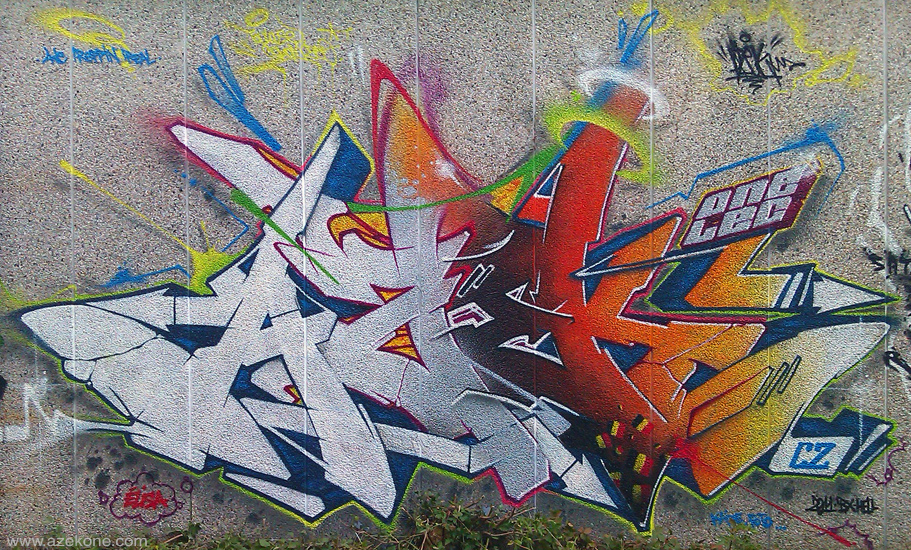
Bruxelles, 2011
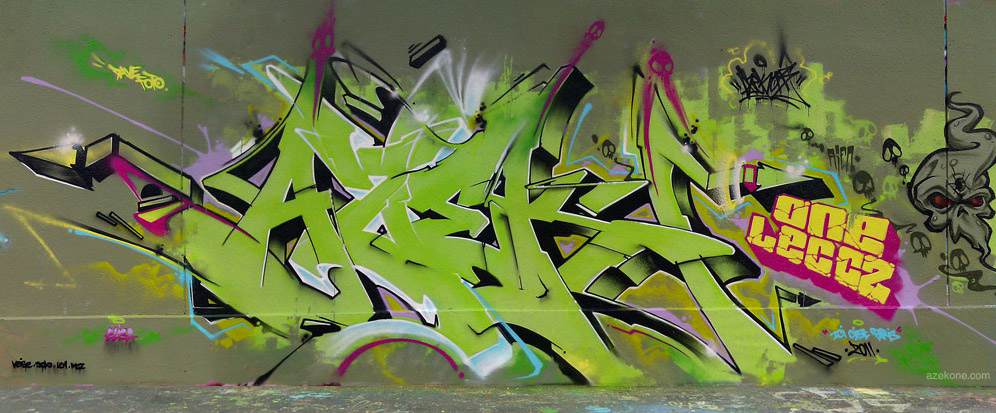
Paris, 2011
Open Summer Jam - Toulouse, 2013
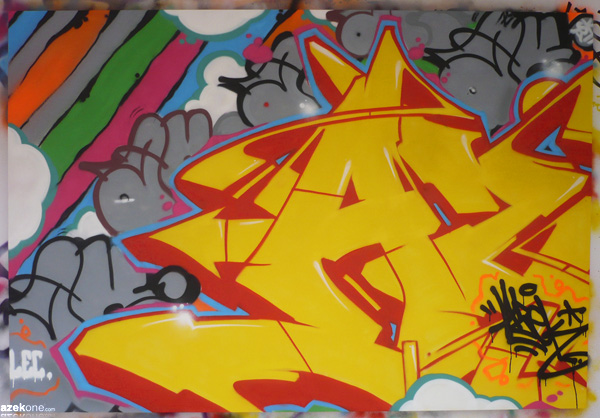
AZEK toile/canvas "Musée a ciel ouvert" Paris, 2010
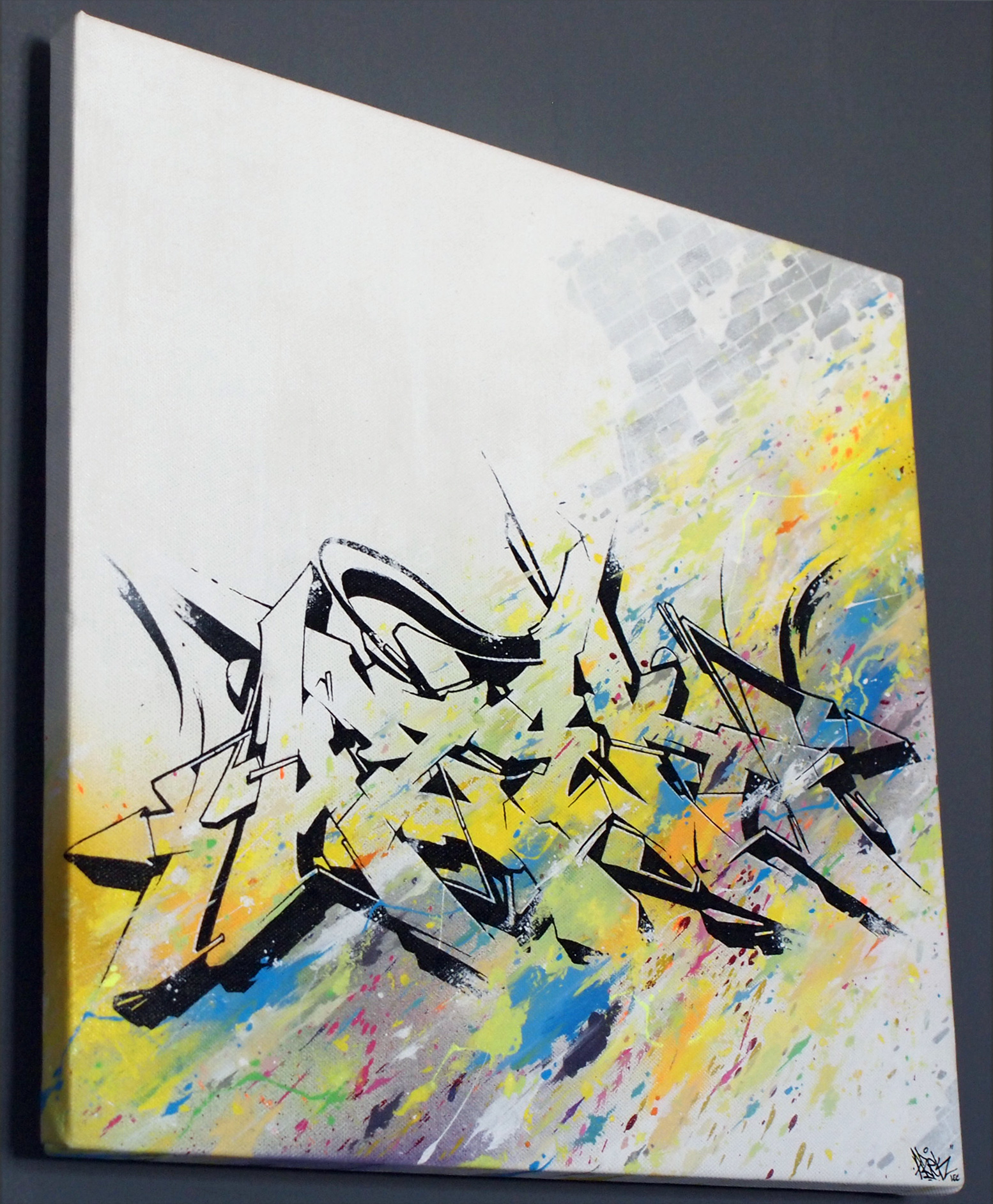
AZEK toile/canvas "AllAz'Everything" - 2011
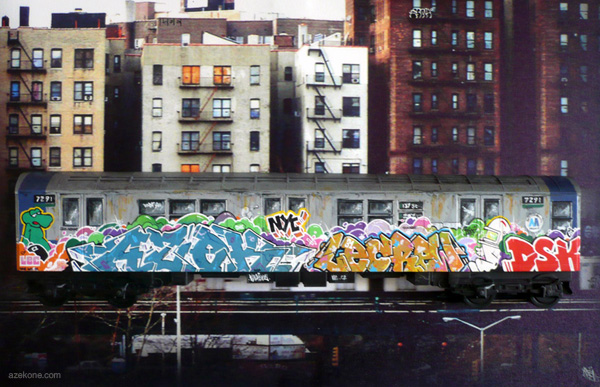
AZEK "NYC subway" ACS - 2010
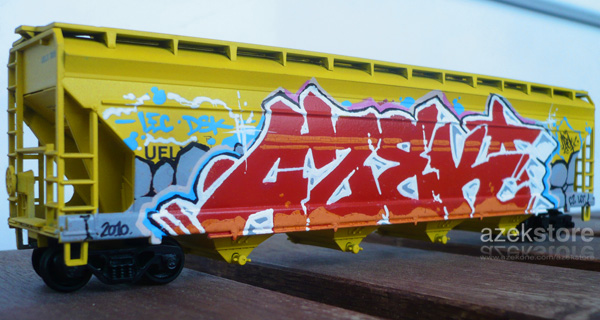
AZEK "Train miniature" US - HO 2010
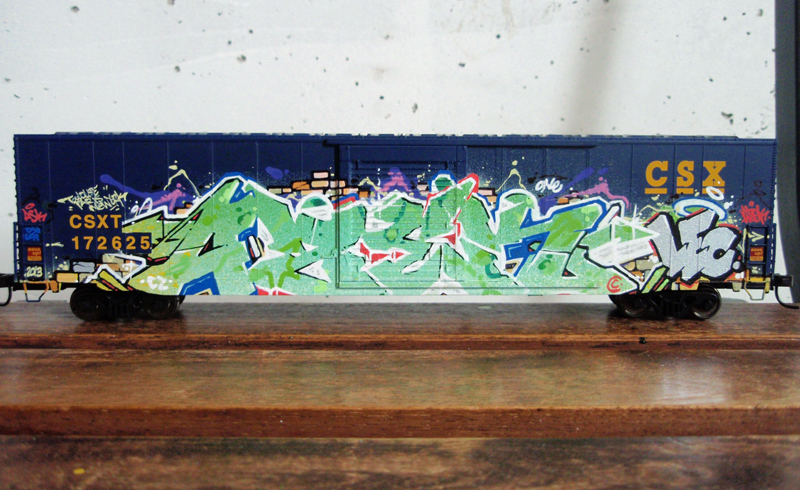
AZEK "Train miniature" US - HO 2013
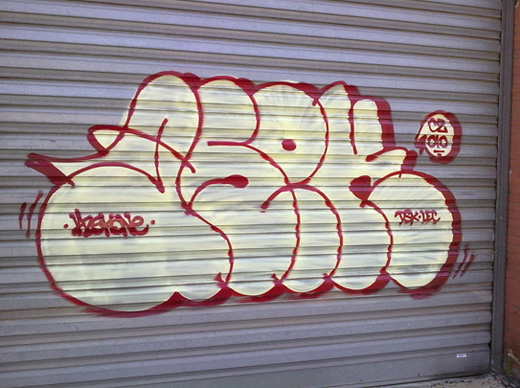
ASEK "Throw-up" FR 2010